# نیک گرین
نیک گرین (انگلیسی: Nick Green؛ زادهٔ ۴ اکتبر ۱۹۶۷) قایقران روئینگ اهل استرالیا بود.
وی در مسابقات کشوری و بین‌المللی در مجموع برندهٔ ۶ مدال طلا شده‌است.